# 健康

OECD各国における成人の健康自己申告。
「How is your health in general?」にgoodまたはbetterと回答した割合(%)。

健康 （けんこう、羅: salus、独: Gesundheit、英: health）とは、心身ともに様態が良好であり穏やかな状態であること。疾病の予防や健康の保持、増進などを健康管理（けんこうかんり、英: health care）といい、身体の状態のみでなく、精神の状態を表す時にも使われている。

## 概念
健康の概念は、1948年の設立における世界保健機関憲章の前文にある、以下の定義が有名である。
| 「 | 身体的・精神的・社会的に完全に良好な状態であり、たんに病気あるいは虚弱でないことではない。 1951年（昭和26年）官報掲載の日本語訳は、完全な肉体的、精神的及び社会的福祉の状態であり、単に疾病又は病弱の存在しないことではない。原文はHealth is a state of complete physical, mental and social well-being and not merely the absence of disease or infirmity. | 」 |

この定義は、健康に関連する権利が不可分かつ相互依存であることを示している。
世界保健機関は1999年の総会で健康の定義として以下の定義を提案しているが、審議には至っていない。強調は1948年との変更箇所（原文に強調はない）。
| 「 | 健康とは身体的・精神的・霊的・社会的に完全に良好な動的状態であり、たんに病気あるいは虚弱でないことではない。 原文はHealth is a dynamic state of complete physical, mental, spiritual and social well-being and not merely the absence of disease or infirmity. | 」 |

社会的な健康の概念は、健康の社会的決定要因により説明される。すなわち、裕福で、富の分布が公平な社会にすむ人たちは、健康である。また、どのような社会においても、社会的地位が低いと、平均寿命は短く、疾病が蔓延している。
生活保護の健康に関わる日本国憲法に定められている健康については、「すべての国民は、健康で文化的な最低限度の生活を営む権利を有する。国は、すべての生活部面について、社会福祉、社会保障及び公衆衛生の向上及び増進に努めなければならない。」とあるが、生活保護の生活扶助(食費)は最低限(BMIの適正体重)を基準とする場合、十分に満たすことが可能であるも、費用設定が低いため三大栄養素以外の栄養については、厚生労働省の定める推定平均必要量(この値では欠如している可能性が50%以上ある)を満たせず微量栄養素栄養失調(欠乏症)により直接、死には繋がらないが、病気や怪我にはなりやすく、身体的・精神的に完全に良好な状態とは言えず病的な状態となり得る。そのため、日本国憲法25条の規定に国は沿っていないことになる。

## 健康の前提条件
健康づくりのためのオタワ憲章では、健康を達成するための前提条件(Prerequisites for Health)が明示された。
1. 平和
2. 住居
3. 教育
4. 食糧
5. 収入
6. 安定した環境
7. 持続可能な資源
8. 社会的公正と公平

これらの健康の前提条件は、1998年に健康の社会的決定要因として整理されている。

## 健康観
健康観（けんこうかん、英: health view）とは、個人が健康という事象をどう捉えるかという、健康に関する主観的な基準であり、人は各々の健康観に基づいて自分の健康状態を判断したり、健康に関わる行動を決定している。
健康観は各人の社会的属性・人的属性により異なり、変化するものである。社会的属性とは、会社、学校、地域、国、文化などであり、人的属性とは性別、年齢、身体状態などである。

感染性疾患から慢性疾患へと社会の疾病構造が変化するにつれて、病気と対置する健康から、豊かな生活を送る上での健康へと健康観も変化しつつある。オタワ憲章では「健康は、生きる目的ではなく、毎日の生活の資源である」と謳われ、病気を一定の制約として受け入れた上で、与えられた機会の中でより良い生活を送るために自らの健康をコントロールする、ヘルスプロモーションの理念とともに新しい健康観を打ち出している。
| 「 | 健康は生きる目的ではなくて毎日の生活のための資源である。 Health is, therefore, seen as a resource for everyday life, not the objective of living. Ottawa Charter for Health Promotion (1986) | 」 |

医学・福祉に従事する者は、健康を医科学的側面と価値観的側面の両立を成しえてこそ維持されるものであり、その点で健康観的な研究、あるいは知識を身につける。
健康観の研究は、多分野によるアプローチが行われている。健康観の研究は、医科学的な分野ではない。文化学的、学際的要因と関連がある。そのため、これに研究従事する人々の属する分野は様々である。

## 健康権
世界保健機関は1948年の憲章にて、「達成可能な最上級の健康水準を楽しむことは、人種、信条、政治理念、経済的社会的状況に関わらず、全人類の基本的権利の1つである」と宣言している。1966年の国連総会で採択された経済的、社会的及び文化的権利に関する国際規約（A規約）では、健康権（Right to health）は「達成できる最高水準の身体的精神的健康」であると説明されており、政府の義務は、健康の前提条件の整備と医療の提供の両方からなると理解される。
以下は、A規約で健康権を説明するとされる第12条である。
1980年に日弁連は、健康権について「憲法の基本的人権に由来し、すべての国民に等しく全面的に保障され、なにびともこれを侵害することができないものであり、本来、国・地方公共団体、さらには医師・医療機関等に対し積極的にその保障を主張することのできる権利である」としている。
1980年代から、国際連合などいくつかの団体は、健康と人権との関係から、その国際的責任は、別々ではなく、1つのものであると認識するようになってきている。1994年の国際人口開発会議 (ICPD) と世界女性会議 (WCW) の協議文書は、国際合意文書上で健康と人権の具体的なつながりを認め、また健康と人権について政府は二重の責任を負うということを示した。1990年代後半以降、健康権の法的内容・構造や国家の義務が検討され、2000年代に入ってからはその保障に向けた国際的メカニズムも徐々に構築されている。
国際連合人権理事会は、到達可能な最高水準の身体的及び精神的健康を享受する権利に関する国連特別報告者を任命し、2002年から2008年8月までポール・ハントが務めた。
2015年に国際連合で採択された持続可能な開発目標(SDGs)では目標3において「あらゆる年齢のすべての人々の健康的な生活を確保し、福祉を促進する」と定められており、2030年までの達成が目指されている。

## 健康維持
個人が健康を維持するには、医学や公衆衛生、食事や運動などさまざまな要因が必要となる。運動は健康の重要な要因のひとつであり、その促進のため各国ではスポーツ振興政策が実施されている。食事によって適切な栄養を摂取することも健康には重要であり、そのための市民への指針も公表されている。例えば日本では2005年に農林水産省が食事バランスガイドを公表して、1日に摂取すべき栄養素が得られる食品の種類・量の目安を示している。
ハーバード大学医学部によると、健康を維持することは偶然ではない。それは賢いライフスタイルの選択を必要とする：
1. 健康を維持する食事には、玄米などの全粒穀物、ピーナッツなどに含まれる食物繊維、新鮮な果物や野菜、不飽和脂肪、オメガ3脂肪酸が豊富な食品が含まれる[29]。
2. 白米[30][31][32][33]、麺などのような精製穀物、クッキーなどの加工食品を摂取しないことは、健康的な食事のもう1つの要素であり、お菓子、砂糖で甘くした飲み物は食べないほうがいい[29]。
3. 健康のためには身体活動も必要である[29]。
4. 医師との良好な関係を確立して、喫煙しなく、隠れた癌または高血圧、糖尿病、悪玉コレステロールをコントロールすること[29][34]。
5. 大気汚染を防ぐために、家庭用ガス機器を使用せず、エアコンと空気清浄機のフィルターを定期的に交換し、空気質指数が不健康な場合は、交通渋滞の近くでの野外活動を避け、外出するときはN95マスクを着用すること[34]。